# Liste der Naturdenkmäler in Villach
Die Liste der Naturdenkmäler in Villach listet die als Naturdenkmal ausgewiesenen Objekte in Villach im Bundesland Kärnten auf.

## Naturdenkmäler
| Foto |                 | Name                                                           | ID       | Standort                         | Beschreibung | Fläche  | Datum |
| ---- | --------------- | -------------------------------------------------------------- | -------- | -------------------------------- | --- | ------- | ----- |
| 1    | Datei hochladen | Hopfenbuche                                                    | VS 20    | Villach KG: Federaun Standort    | Eines der mächtigsten Hopfenbuchenexemplare in Kärnten; ein Hauptast verzweigt sich Richtung Süden, welcher im rechten Winkel zum Stamm wächst und einen Umfang von 1,60 m aufweist. | 113 m²  | 1997  |
| 1    | Datei hochladen | Bösenmoos                                                      | VS 02    | Villach KG: Gratschach Standort  | Flachmoor im Übergang zum Hochmoor | 1,63 ha | 1981  |
| 1    | Datei hochladen | Maibachl und Umgebung                                          | VS 21    | Villach KG: Judendorf Standort   | Periodisch auftretende Quelltümpel mit episodisch austretendem Karstwasser | 0,66 ha | 2005  |
| 1    | Datei hochladen | Eichenallee und Eichengruppe in Warmbad Villach                | VS 18    | Villach KG: Judendorf Standort   | Die Alleebäume waren zum Zeitpunkt der Unterschutzstellung 120 bis 190 Jahre alt; heute stehen noch 8 der alten Bäume sowie eine Neupflanzung. Die Eichengruppe auf einem Privatgrundstück war zum Zeitpunkt der Unterschutzstellung 100 bis 120 Jahre alt (2005: Fällung von 3 Eichen am Gst. 491/1).                                 | 0,19 ha | 1955  |
| 1    | Datei hochladen | Froschteich                                                    | VS 01    | Villach KG: Seebach Standort     | Der künstlich angelegte Teich stellt ein wertvolles Refugium inmitten einer landwirtschaftlich stark genutzten Fläche zwischen dem Ort St. Ulrich und der Drau dar. Bei einer Begehung im August 2002 bzw. 2012 war kein Wasser im Teich.                                                                                              | 411 m²  | 1983  |
| 1    | Datei hochladen | Petschnigteich und Umgebung                                    | VS 23 OE | Villach KG: Seebach Standort     | Reizvoller Teich- und Hochmoorbereich (ehemaliges Toteisloch) mitten im Stadtgebiet von Villach im Bezirk St. Leonhard; ehemaliger geschützter Grünbestand. | 2,07 ha | 2005  |
| 1    | Datei hochladen | Sommer-Linde in St. Martin, Dinzl-Linde                        | VS 09    | Villach KG: St. Martin Standort  | Die Linde östlich des Dinzlschlosses in St. Martin war zum Zeitpunkt der Unterschutzstellung etwa 320 Jahre alt. Der Baum mit einem Umfang von über 6 Metern steht in einem 3 m breiten Fahrbahnteiler zwischen Straße und Gehsteig, der Stamm ist an 3 Seiten von Asphalt umgeben.                                                    | 200 m²  | 1955  |
| 1    | Datei hochladen | Stiel-Eiche am Wiesensteig in St. Martin (VS 10)               | VS 10    | Villach KG: St. Martin Standort  | Die Eiche auf einem Privatgrundstück am Hang war zum Zeitpunkt der Unterschutzstellung etwa 170 Jahre alt. | 153 m²  | 1955  |
| 1    | Datei hochladen | Stiel-Eiche am Wiesensteig in St. Martin (VS 12)               | VS 12    | Villach KG: St. Martin Standort  | Die Eiche in einem kleinen Hangwäldchen nördlich des Wiesensteigs war zum Zeitpunkt der Unterschutzstellung etwa 120 Jahre alt. | 153 m²  | 1955  |
| 1    | Datei hochladen | Platane in der Italienerstraße                                 | VS 03    | Villach KG: Villach Standort     | Die Platane in einem Innenhof war zum Zeitpunkt der Unterschutzstellung etwa 120 Jahre alt. | 153 m²  | 1955  |
| 1    | Datei hochladen | Sommer-Linde in Alt-Lind                                       | VS 07    | Villach KG: Villach Standort     | Die Linde in einem großen Hochbeet im asphaltierten Innenhof war zum Zeitpunkt der Unterschutzstellung etwa 270 Jahre alt. | 153 m²  | 1963  |
| 1    | Datei hochladen | Stiel-Eichen am Kapuzinerwaldsteig                             | VS 08    | Villach KG: Villach Standort     | Die acht Eichen am Kapuzinerwaldsteig waren zum Zeitpunkt der Unterschutzstellung zwischen 90 und 140 Jahre alt. | 660 m²  | 1955  |
| 1    | Datei hochladen | 2 Winter-Linden an der St. Johanner Höhenstraße, Kirchenlinden | VS 13    | Villach KG: Völkendorf Standort  | Die beiden Linden, wenige Meter westlich der St. Johanner Kirche, waren zum Zeitpunkt der Unterschutzstellung etwa 150 Jahre alt. Um beide Bäume sind Holzsitzbänke angebracht. | 354 m²  | 1955  |
| 1    | Datei hochladen | Traubenkirschen-Ensemble                                       | VS 22 OE | Villach KG: Völkendorf Standort  | Östlich der St. Johanner Kirche stehen 8 Stück Traubenkirschen, die einen einheitlichen, geschlossenen Bestand bilden. 2012: nur mehr 4 Bäume vorhanden, übriges abgebrochenes Totholz liegt am Boden. | 315 m²  | 2005  |
| 1    | Datei hochladen | Linden-Ensemble bei der Dorfkirche St. Ulrich                  | VS 24    | Villach KG: Wernberg II Standort | 9 Linden bei der Dorfkirche St. Ulrich. Am 8. Juli 2015 wurde bei einem Hagelsturm die größte und älteste Linde schwer beschädigt und daraufhin vom Stadtgartenamt aus Sicherheitsgründen bis auf einen Baumrumpf gefällt. Man hofft, dass dieser Baumrumpf im Frühjahr austreibt und so der mächtige Stamm der Linde erhalten bleibt. | 885 m²  | 2008  |
| 1    | Datei hochladen | 2 Kandelaberfichten                                            | VS 19    | Villach KG: Wollanig Standort    | 2 Kandelaberfichten („Tutnfichten“) inmitten ausgedehnter Waldlandschaften am Wollanigberg. | 99 m²   | 1994  |

## Von der Stadt ausgewiesene Naturdenkmäler, die in den vom Land Kärnten veröffentlichten Listen (Stand Jänner 2019) nicht enthalten sind
| Foto |                 | Name        | ID | Standort                                       | Beschreibung | Fläche | Datum |
| ---- | --------------- | ----------- | -- | ---------------------------------------------- | --- | ------ | ----- |
| 1    | Datei hochladen | Sommerlinde |    | Villach KG: St. Martin GrStNr: 1448/1 Standort | Die Sommerlinde weist eine Höhe von 25 Metern und – in 1 Meter Höhe – einen Stammumfang von 6 Metern auf.Anmerkung: |        | 2015  |

| Foto:                    | Fotografie des Naturdenkmals. Klicken des Fotos erzeugt eine vergrößerte Ansicht. Daneben finden sich zwei Symbole: \| Weitere Bilder vorhanden \| Das Symbol bedeutet, dass weitere Fotos des Objekts verfügbar sind. Durch Klicken des Symbols werden sie angezeigt. \| \| Eigenes Foto hochladen \| Durch Klicken des Symbols können weitere Fotos des Objekts in das Medienarchiv Wikimedia Commons hochgeladen werden. \| |
| Name:                    | Bezeichnung des Naturdenkmals laut offiziellen Quellen |
| ID                       | Identifikator |
| Standort:                | Es ist die Gemeinde und falls vorhanden die Adresse angegeben. Darunter sind die Katastralgemeinde (KG) und die Grundstücksnummer angeführt. Durch Aufruf des Links Standort wird die Lage des Denkmals in verschiedenen Kartenprojekten angezeigt. |
| Beschreibung             | Kurze Beschreibung des Naturdenkmals |
| Fläche                   | Fläche des Naturdenkmals in Hektar (ha) |
| Datum                    | Datum oder Jahr der Unterschutzstellung |
| Weitere Bilder vorhanden | Das Symbol bedeutet, dass weitere Fotos des Objekts verfügbar sind. Durch Klicken des Symbols werden sie angezeigt. |
| Eigenes Foto hochladen   | Durch Klicken des Symbols können weitere Fotos des Objekts in das Medienarchiv Wikimedia Commons hochgeladen werden. |